# Opwarmen (voedsel)
Met opwarmen wordt bedoeld het (vaak opnieuw) verhitten van reeds op een eerder tijdstip bereid voedsel teneinde het warm te kunnen consumeren. Zo wordt eten uit blik veelal opgewarmd en niet gekookt. Hetzelfde geldt voor diepvriesmaaltijden, voor andere kant-en-klaar maaltijden of voor kliekjes.
De culinaire term voor opwarmen is regenereren.
Van belang bij het opwarmen is dat het verhitten naar voldoende hoge temperatuur geschiedt. Met name geldt dat voor eerder thuis bereide levensmiddelen, die na enkele dagen bewaren grote hoeveelheden bacteriën kunnen bevatten.

## Opwarmtechnieken
Het opwarmen kan op verschillende manieren gebeuren:
- Op een gasvlam, een gasfornuis of een kampeerset.
- In een warmwaterbad (bijvoorbeeld met een flesje melk voor een baby), of au bain-marie.
- In de oven
- In de magnetron. Aan het begin van de 21e eeuw is dit, vanwege de snelheid, een veelgebruikte methode.

## Desinformatie rond het opwarmen van voedsel
Er zijn verscheidene mythes rondom het opwarmen van voedsel, voornamelijk met de magnetron. Sommige bronnen geven aan dat het opnieuw verhitten van groenten zoals selderij, spinazie en bieten gevaarlijk zou zijn omdat nitraat omgezet wordt in nitriet. Onderzoek heeft echter aangetoond dat het om een verwaarloosbare hoeveelheid gaat. Een andere mythe is dat het ontdooien van bevroren fruit in de magnetron ervoor zou zorgen dat bepaalde bestandsdelen omgezet zouden worden tot kankerverwekkende stoffen. Verder zijn er onjuiste claims dat het verwarmen van babymelk in de magnetron schadelijk zou zijn omdat het de kans op E. Coli zou vergroten.
Over opwarming in het algemeen zijn nog een aantal andere mythes. Het opwarmen van champignons zou voor spijsverteringsproblemen zorgen, dit is onjuist, wel is het onverstandig om grote hoeveelheden rauwe champignons te eten. Ook zou het opwarmen van pasta en rijstgerechten niet verstandig zijn, dit is niet waar mits de gerechten snel afgekoeld zijn en binnen 2 dagen weer opgewarmd worden. Verder zou het opwarmen van aardappelen risico op botulisme geven, maar als de aardappels goed volledig verhit worden en niet te lang staan is dit niet het geval.